# Himmel (filosofi)
Himmel har åtminstone sedan år 1000 e.Kr. normalt använts för att hänvisa till ett plan där livet efter döden föreligger och som inom olika religioner och andliga filosofier ofta beskrivs som ett evigt rike, ett paradis, där troende enligt olika standarder får leva i perfekt harmoni (med Gud).
Inom kristendomen hör tron på himmelriket starkt ihop med tron på domedagen.